# إرنستو زيديلو
إرنستو زيديلو (بالإسبانية: Ernesto Zedillo.) بونس دي ليون (مواليد 27 ديسمبر 1951) هو اقتصادي وسياسي مكسيكي. شغل منصب رئيس المكسيك من 1 ديسمبر 1994 إلى 30 نوفمبر 2000 من الحزب الثوري المؤسساتي يعمل حاليا مديرا لمركز دراسات العولمة في جامعة ييل ومدير سيتي غروب ويشارك في العديد من برامج الأمم المتحدة المتعلقة بتمويل البلدان النامية.

## رئاسته
بعد تنصيب إرنستو، واجهت المكسيك واحدة من أسوء ازامتها الاقتصادية، انتهت الأزمة بعد أن أقرضت الولايات المتحدة المكسيك 20 مليار دولار. كما قامت حركة زاباتيستا بتحريك الشارع من أجل حقوق أكبر للسكان الأصليين،
»
وفي عهده ضربت البلاد أزمة تفشي المخدرات خصوصاً في ولاية تشياباس، وذلك بعد أن سيطر تجار المخدرات على هذة الولاية،
عقدت مفاوضات بين الحكومة والمتمردين، نجحت الحكومة باقناع المتمردين بالتخلي عن سلاحهم.

### الكابينة الحكومية
احتاجت كابينة زيديلو الحكومية إلى ضم أعضاء يمكنهم التعامل مع الأزمات. خلال فترة رئاسته، عين أربعة وزراء للداخلية هم: إستيبان موكتيزوما الذي تعامل مع الزاباتستا وإميليو شوايفيت الذي استقال في أعقاب مذبحة أكتيل وفرانسيسكو لابستيدا الذي فاز في الانتخابات التمهيدية لتحديد مرشح الحزب الثوري الدستوري لعام 2000 ووديودورو كاراسكو ألتاميرانو الذي تعامل مع الإضراب في جامعة المكسيك الوطنية المستقلة.

### الأزمة المالية في ديسمبر 1994
بعد أيام قليلة من توليه المنصب، ضربت البلاد واحدة من أكبر الأزمات الاقتصادية في تاريخ المكسيك. ادعى ساليناس -الرئيس المنتهية ولايته- أن زيديلو ارتكب خطًا بتغيير السياسات الاقتصادية التي تبنتها إدارته، ولكنه هو –ساليناس- المسؤول الرئيسي عن تلك الأزمات. خفض زيديلو قيمة البيزو بنسبة 15٪، مما أدى إلى الانهيار شبه التام للنظام المالي. انتهت الأزمة بعد سلسلة من الإصلاحات والإجراءات التي قادها زيديلو. منح الرئيس الأمريكي بيل كلينتون قرضًا قيمته 20 مليار دولار أمريكي للمكسيك، مما ساعد زيديلو في إنقاذ النظام المصرفي.

### الخلاف مع ساليناس
كان زيديلو مرشحًا رئاسيًا عرضيًا قفز إلى الصدارة بعد اغتيال كولوسيو. ميز الصراع بين زيديلو وساليناس الجزء الأول من رئاسة زيديلو. كما هو الحال مع دي لا مدريد وساليناس، لم يُنتَخَب زيديلو مسبقًا لأي منصب ولم يكن لديه أي خبرة في السياسة. كان أداؤه كمرشح باهتًا، لكن اندلاع العنف في تشياباس وصدمة اغتيال كولوسيو دفع الناخبين إلى دعم مرشح الحزب الثوري الدستوري في انتخابات 1994. في منصبه، كان يُنظر إلى زيديلو على أنه دمية بيد ساليناس على غرار قصة بلوتاركو إلياس كاليس في أعقاب اغتيال الرئيس المنتخب ألفارو أوبريغون عام 1928. ولتعزيز سلطته في الرئاسة، كان على زيديلو أن يؤكد استقلاله عن ساليناس. في 28 فبراير 1995، أمر زيديلو باعتقال الأخ الأكبر للرئيس السابق راؤول ساليناس بتهمة قتل الأمين العام للحزب الثوري الإنجليزي خوسيه فرانسيسكو رويز ماسيو في سبتمبر 1994. كان هذا الإجراء بمثابة قطيعة حاسمة بين زيديلو وساليناس.

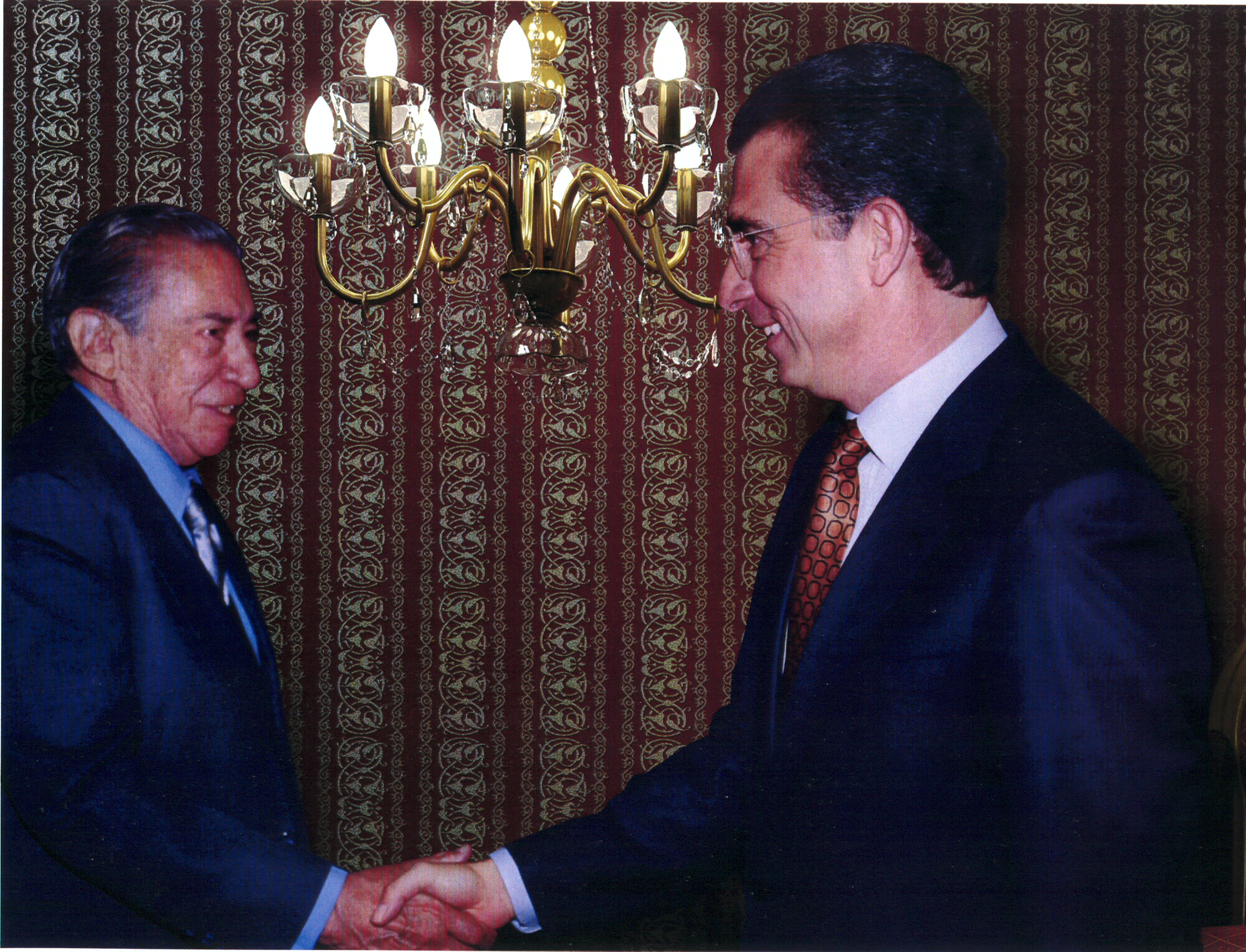
أوسكار فيغا والرئيس إرنستو زيديلو في عام 1998

### علاقة الكنيسة بالدولة
حصل ساليناس على دعم الكنيسة الكاثوليكية الرومانية في انتخابات عام 1988 ودفع بسلسلة من التغييرات الدستورية التي غيرت العلاقات بين الكنيسة والدولة بشكل كبير. ومع ذلك، في 11 فبراير 1995، أوقد زيديلو خلافًا مع الكنيسة الرومانية الكاثوليكية، مما أضر بالعلاقات الدبلوماسية المستعادة مؤخرًا بين المكسيك والكرسي الرسولي. كانت العلاقات قد تضررت مسبقًا بسبب الاغتيال السياسي للكاردينال خوان خيسوس بوساداس أوكامبو في 24 مايو 1993 وعدم إحراز تقدم حكومي في حل قضية القتل من قبل المدعي العام للمكسيك. قيد النائب العام في المكسيك أسقف تشياباس -صموئيل رويز غارسيا- لإخفائه المزعوم لنشاط عصابات الزاباتستا. كانت مشاركة رويز إستراتيجية وأداة مهمة للحفاظ على السلام بعد انتفاضة جيش زاباتستا للتحرر الوطني.

### التخفيف من حدة الفقر
كان شعار زيديلو الرئاسي هو الرفاهية لعائلتك. أنشأ زيديلو برنامج بروغريسا للتخفيف من حدة الفقر؛ إذ كان البرنامج يدعم الأسر الفقيرة في المكسيك شريطة أن يذهب أطفالهم إلى المدرسة. حل البرنامج محل مشروع بروناسول التابع لإدارة ساليناس، والذي كان يعتبر مشروعًا مسيسًا للغاية. غير الرئيس اللاحق فينسنت فوكس اسم البرنامج ليصبح أوبرتونيناديس (أي الفرص). انحلت منظمة كوناسوبو شبه الحكومية التي صُمِّمَت لتوفير الغذاء وتوفير الأمن الغذائي للفقراء في عام 1999 بشكل تدريجي، مما أدى إلى ارتفاع أسعار المواد الغذائية.

## ما بعد رئاسته
بعد الرئاسة عمل إرنستو مستشار لعدة مؤسسات مثل سيتي غروب، كما انضم في عام 2013 إلى منظمة الشيوخ، وهي منظمة تهدف لنشر السلام حول العالم.

## روابط خارجية
- إرنستو زيديلو على موقع IMDb (الإنجليزية)
- إرنستو زيديلو على موقع الموسوعة البريطانية (الإنجليزية)
- إرنستو زيديلو على موقع مونزينجر (الألمانية)
- إرنستو زيديلو على موقع إن إن دي بي (الإنجليزية)
- إرنستو زيديلو على موقع أوليمبيديا (الإنجليزية)